# Navigabilité
 (février 2014).
La notion de navigabilité est un terme issu de l’aéronautique civile permettant de s’assurer de l’aptitude au vol des appareils. Cette notion, déjà ancienne est devenue une règle impérative pour tous les opérateurs aériens.

Une formation en maintenance aéronautique (en) est dispensée à une équipe féminine afin de remplacer leurs partenaires masculins appelés sous les drapeaux.
Photo : United States Women's Bureau
Période : 1940-1945
Source : fonds historique du NARA.

## Définition
La navigabilité peut être définie comme l’aptitude d’un aéronef à effectuer des missions dans des conditions acceptables de sécurité vis-à-vis des passagers, des équipages transportés, des autres aéronefs et des territoires survolés. La navigabilité doit satisfaire à un ensemble d’exigences qui attestent la « bonne santé technique des aéronefs ». Elle contribue à la sécurité aérienne au même titre que la formation des pilotes, les règles d’exploitation des aéronefs, la réglementation concernant les plateformes aéroportuaires et bien sûr l’emploi opérationnel de l’aéronef.
On peut dire que la navigabilité d'un aéronef dépend d'au moins trois éléments de base :
- la certification de la conception de l'aéronef, qui couvre des activités d'ingénierie d'évaluation, des simulations, des tests de laboratoire et de prototype, et des vols expérimentaux ;
- la certification de la production, qui vise à assurer que l'aéronef quitte la chaîne de montage en conformité avec le certificat de conception ;
- la maintenance de l'aéronef, après sa production, avant et pendant chaque mission de vol.

Les flottes d’aéronef sont certifiées d’une part, elles détiennent ainsi un Certificat de Type (de leur flotte) et d’autre part les aéronefs sont certifiés individuellement, cela se formalise au travers d’un Certificat individuel de Navigabilité (qui doit être conforme au Certificat de type).
La conception et la fabrication, la formation, la maintenance et la gestion des flottes obéissent à des
exigences en matière de navigabilité et sont contrôlées.
En Europe, la navigabilité, est régie par des règles appelées PART (Partie du décret). Ces règles définies par l’Agence Européenne de la Sécurité Aérienne (AESA) visent à garantir « un niveau élevé et uniforme de sécurité aérienne » en Europe. Dans le reste du monde chaque pays a sa propre réglementation à l’exemple des FAR (Federal Aviation Regulations) édités par la FAA (Federal Aviation Authority) aux États-Unis.

## Historique de la navigabilité
La navigabilité est un concept issu des travaux de l’Organisation de l’aviation civile internationale (OACI) créée en 1944 par la Convention de Chicago, au sein de laquelle les États membres travaillent au développement d’un transport sûr régulier et économique, sans pour cela posséder le pouvoir d’imposer le respect de ces règles.
En 2003, l'Europe a créé l’Agence européenne de la sécurité aérienne (AESA), reprenant les textes de l’OACI pour les décliner en directives européennes applicables par les États membres. Le respect des exigences de navigabilité devient alors une obligation pour l’aéronautique civile.
Ce règlement ne s’applique donc pas aux aéronefs d’état, cependant, le règlement européen définissant le rôle et les objectifs de l’AESA, précise que les États doivent « tenir dûment compte, dans la mesure du possible, des objectifs des règles communes » pour leur aviation étatique. Cette disposition constitue une clause d’effort que les États signataires se sont engagés à respecter.
Au niveau étatique, pour combler ce vide juridique, la France a décidé d’adopter cette clause d’effort en développant une réglementation spécifique, ce sont les EMAR/FR (anciennement FRA) (France).
Les EMAR/FR s'appliquent à tous les domaines :
EMAR/FR 21, la conception et la production ; EMAR/FR M, la gestion du maintien de la navigabilité; EMAR/FR 145 la maintenance (mise en œuvre et la logistique); EMAR/FR 147, la formation du personnel et EMAR/FR 66, les licences des mécaniciens.

## Pourquoi une application dans les armées?
En France, le décret du 29 avril 2013 relatif aux règles de navigabilité des aéronefs militaires et d’État définit la navigabilité « comme étant la condition d’un produit qui lui permet d’être mis en œuvre en respectant les objectifs de sécurité définis vis-à-vis des personnes à bord et des tiers ». Pour décoller, tout avion civil a besoin d’un certificat de navigabilité « carte grise de l’aéronef » qui atteste de son aptitude au vol.
Dès 2006, le ministère de la Défense a choisi d’appliquer « au mieux » les textes civils. Ce choix a été dicté par un certain nombre de raisons et de nécessités :
- utilisation d’un même langage entre civils et militaires au sein de l’Union européenne ;
- développement de nouveaux programmes aéronautiques (A400M, Patroller) ;
- européanisation de la maintenance des aéronefs de nouvelle génération,
- modernisation des systèmes permettant un allègement des procédures, gage d’une plus grande transparence et d’une meilleure visibilité ;
- optimisation des ressources en développant les procédures interministérielles en matière d’exploitation et d’entretien des appareils ;
- diffusion des informations à tous les utilisateurs, civils, militaires ou étatiques impliqués dans un événement (accident, fait technique…).

Les flottes étatiques ne dérogeront donc bientôt plus à la règle. Il s’agit donc de se calquer sur le modèle civil tout en tenant en compte des spécificités opérationnelles des aéronefs étatiques et militaires et de leurs missions. Ainsi, tous les aéronefs étatiques devront être titulaires d’un Certificat de Navigabilité pour être exploités après le 31 décembre 2014.

## Organisation

### Aéronefs militaires
La navigabilité s’organise autour de trois fonctions : le suivi, le contrôle et le maintien de la navigabilité.
En France, les différents acteurs sont :
- Les sept autorités d’emploi :
  - Le chef d’état-major de l’armée de terre,
  - Le chef d’état-major de la marine,
  - Le chef d’état-major de l’armée de l’air et de l’espace,
  - Le directeur général de la gendarmerie nationale,
  - Le délégué général de l’armement
  - Le directeur général de la sécurité civile et de la gestion des crises,
  - Le directeur général des douanes et droits indirects.
- L’autorité technique : La direction générale de l’Armement (DGA)
- L’autorité de contrôle : La direction de la Sécurité Aéronautique d’État (DSAÉ) qui est un service à compétence nationale placé auprès du ministre de la défense[2] composé d’environ 200 personnes. La DSAÉ est responsable de la sécurité des aéronefs d’État (aéronefs militaires et aéronefs des services de douanes, de sécurité publique et de sécurité civile)[3].

### Aéronefs civils
Pour la navigabilité des aéronefs civils c'est l'agence européenne de la sécurité aérienne (AESA) qui est compétente en matière de réglementation en Europe. L'autorité de contrôle en France est la direction de la Sécurité de l'Aviation civile (DSAC), qui fait partie de la direction générale de l'Aviation civile (DGAC). En particulier, la DSAC délivre les certificats de navigabilité des aéronefs.

## Les enjeux
Des aéronefs sûrs et opérationnels, des responsabilités individuelles identifiables, des reconnaissances mutuelles au niveau national et européen (EMAR) et au sein de l’OTAN ainsi qu'une amélioration de l’interopérabilité entre autorités d’emploi (flottes communes : Rafale, TBM 700, EC 145, NH90 Caïman) et sur les programmes internationaux (A 400 M, A 330 Phénix, H160 Guépard).
Ces nouvelles réglementations permettent d’une part de répondre à un enjeu de sécurité et d’autre part, d’harmoniser, simplifier et standardiser nos pratiques.
D’autre part, ces bonnes pratiques renforcent la confiance interarmées ainsi que la reconnaissance et favorisent l’interopérabilité et la liberté d’action.